# Pós-doutorado
Pós-doutorado ou pós-doutoramento, coloquialmente  chamado pós-doc, é um estágio de estudo e pesquisa feito por um portador do título de doutor numa universidade ou instituição de pesquisa, visando ao aprimoramento de suas habilidades de pesquisador e acadêmicas. Não é, porém, um título universitário - ou seja, ninguém “é pós-doutor”, visto que o título sequer existe. Ter feito um pós-doutorado significa apenas que um doutor realizou um estágio acadêmico, que pode ter sido de apenas um mês.
Em um pós-doutorado, o pesquisador não precisa cursar disciplinas nem fazer qualquer prova ou exame, embora, normalmente, deva apresentar relatórios periódicos de andamento do seu trabalho à entidade que o financia. Ademais, é desejável que os resultados desse trabalho possam ser publicados, na forma de artigos, em periódicos acadêmicos indexados. 
Também não existe, no pós-doutorado, a figura de um orientador, mas deve haver um supervisor, também doutor, porém com  maior experiência acadêmico-científica, a quem cabe acompanhar o pesquisador “pós-doc” no andamento de sua pesquisa. 
A duração de um estágio pós-doutoral varia de país a país. Em alguns países, a duração é limitada. No Canadá e na Suécia, o limite é de cinco anos. Já nos Estados Unidos, não há limite. No Brasil, o prazo, a depender do órgão financiador, varia de um a 48 meses, enquanto, em Portugal, pode chegar a 6 anos. 
O pesquisador ou estagiário pós-doutoral pode ou não ter vínculo empregatício com a instituição que o recebe; pode ter ou não uma bolsa de estudos que o financie. Em alguns casos, pesquisadores com posições permanentes, tais como os professores concursados das universidades públicas brasileiras, podem solicitar uma licença para cumprir estágio pós-doutoral fora do país, sem prejuízo dos seus vencimentos.
Paralelamente à própria pesquisa, o pesquisador pode também realizar algumas atividades correlatas, tais como: ministrar cursos, aulas e palestras; orientar ou co-orientar alunos de mestrado e doutorado; participar de bancas examinadoras de dissertações e teses. Além disso, tem sido comum a realização das atividades do pós-doutorado (ou parte delas) em empresas, organizações governamentais ou entidades sem fins lucrativos (conservatórios, museus, bibliotecas etc.).